# 19182 Pitz
19182 Pitz este un asteroid din centura principală de asteroizi.

## Descriere
19182 Pitz este un asteroid din centura principală de asteroizi. A fost descoperit pe 7 octombrie 1991 la Tautenburg de Lutz Dieter Schmadel și Freimut Börngen. Asteroidul prezintă o orbită caracterizată de o semiaxă mare de 2,64 ua, o excentricitate de 0,09 și o înclinație de 2,4° în raport cu ecliptica.